# Nepenthes chaniana
Nepenthes chaniana är en tvåhjärtbladig växtart som beskrevs av C. Clarke, Chi. C. Lee och S. Mcpherson. Nepenthes chaniana ingår i släktet Nepenthes och familjen Nepenthaceae. Inga underarter finns listade i Catalogue of Life.

## Bildgalleri

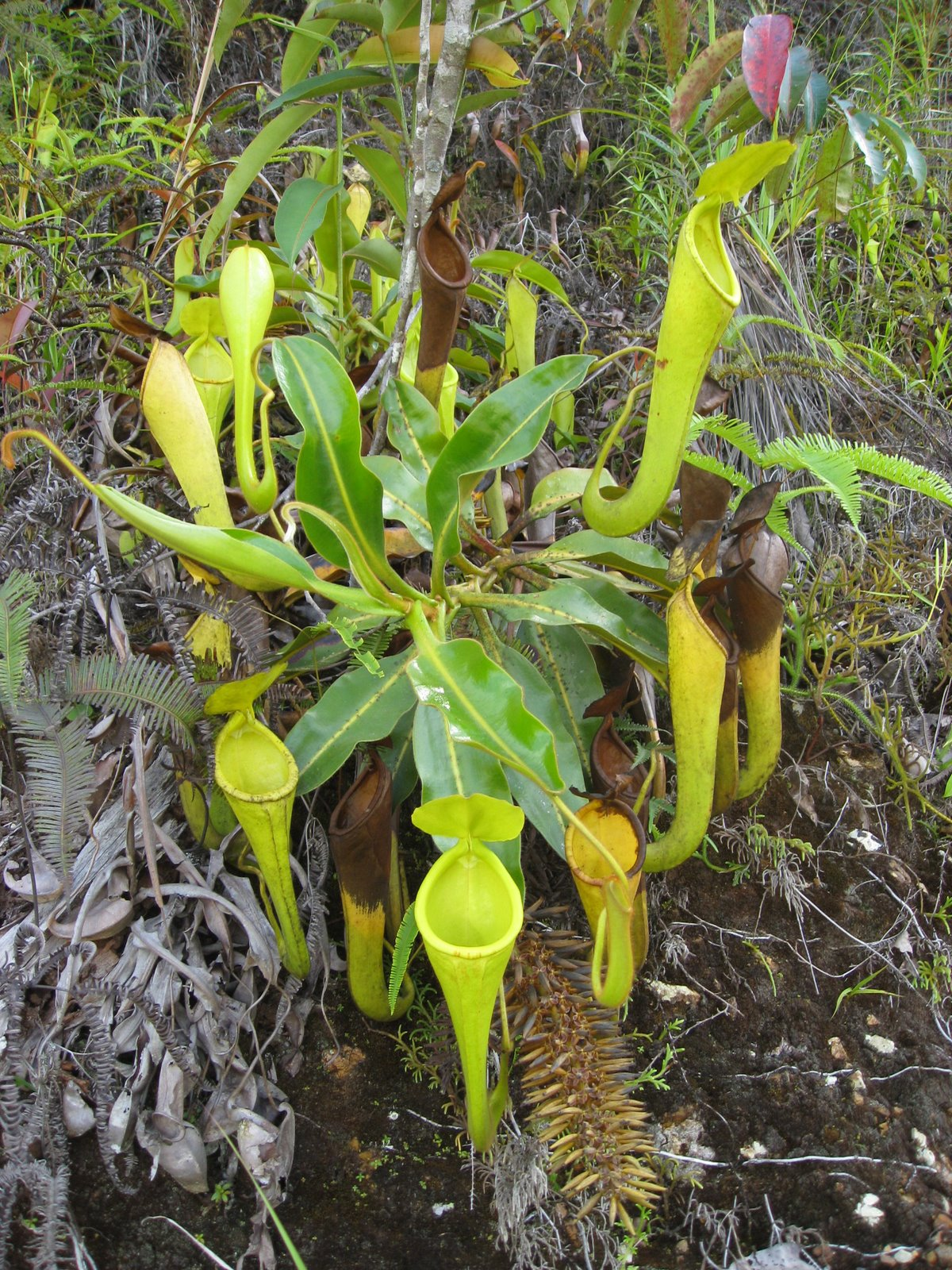
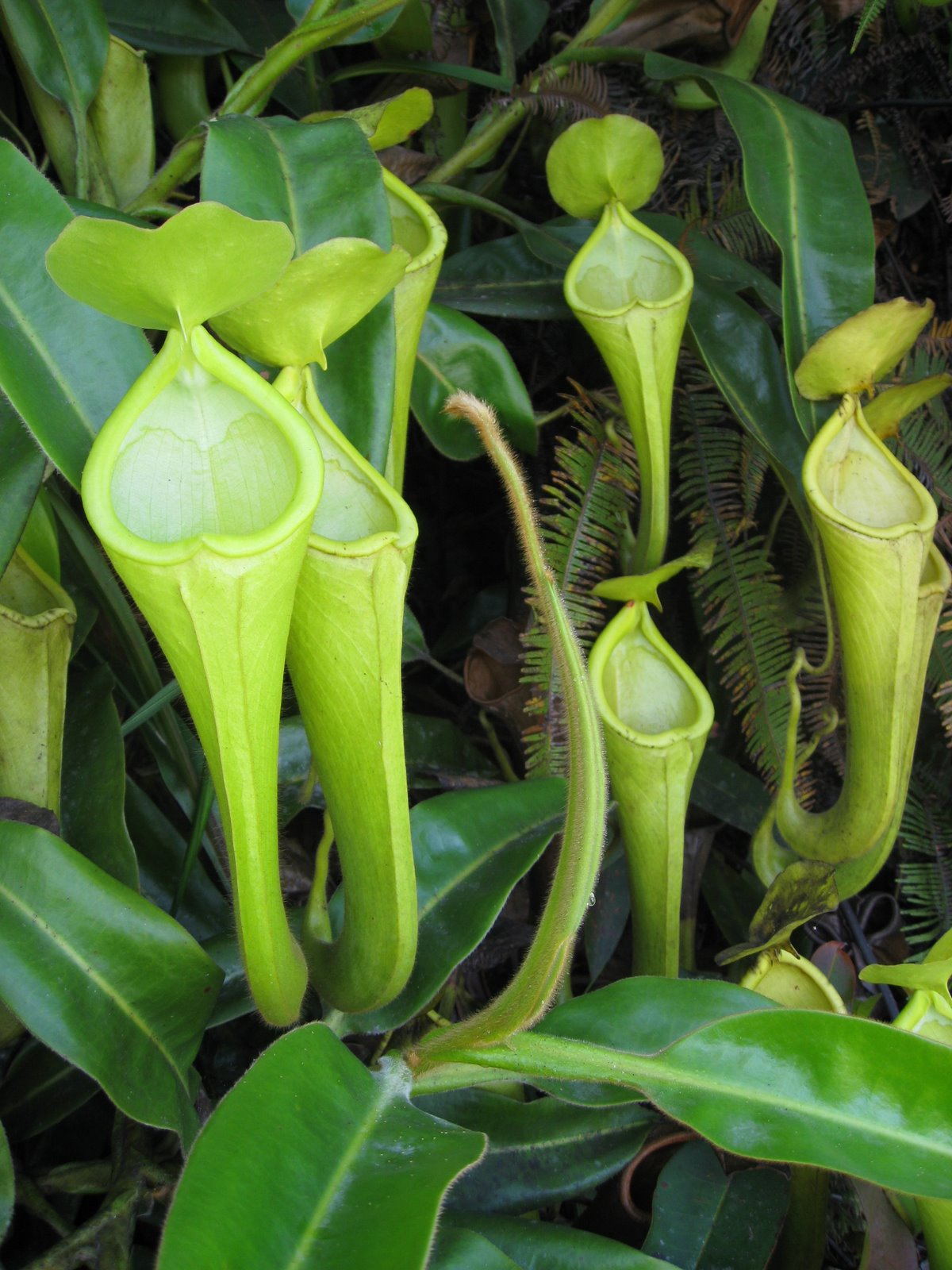
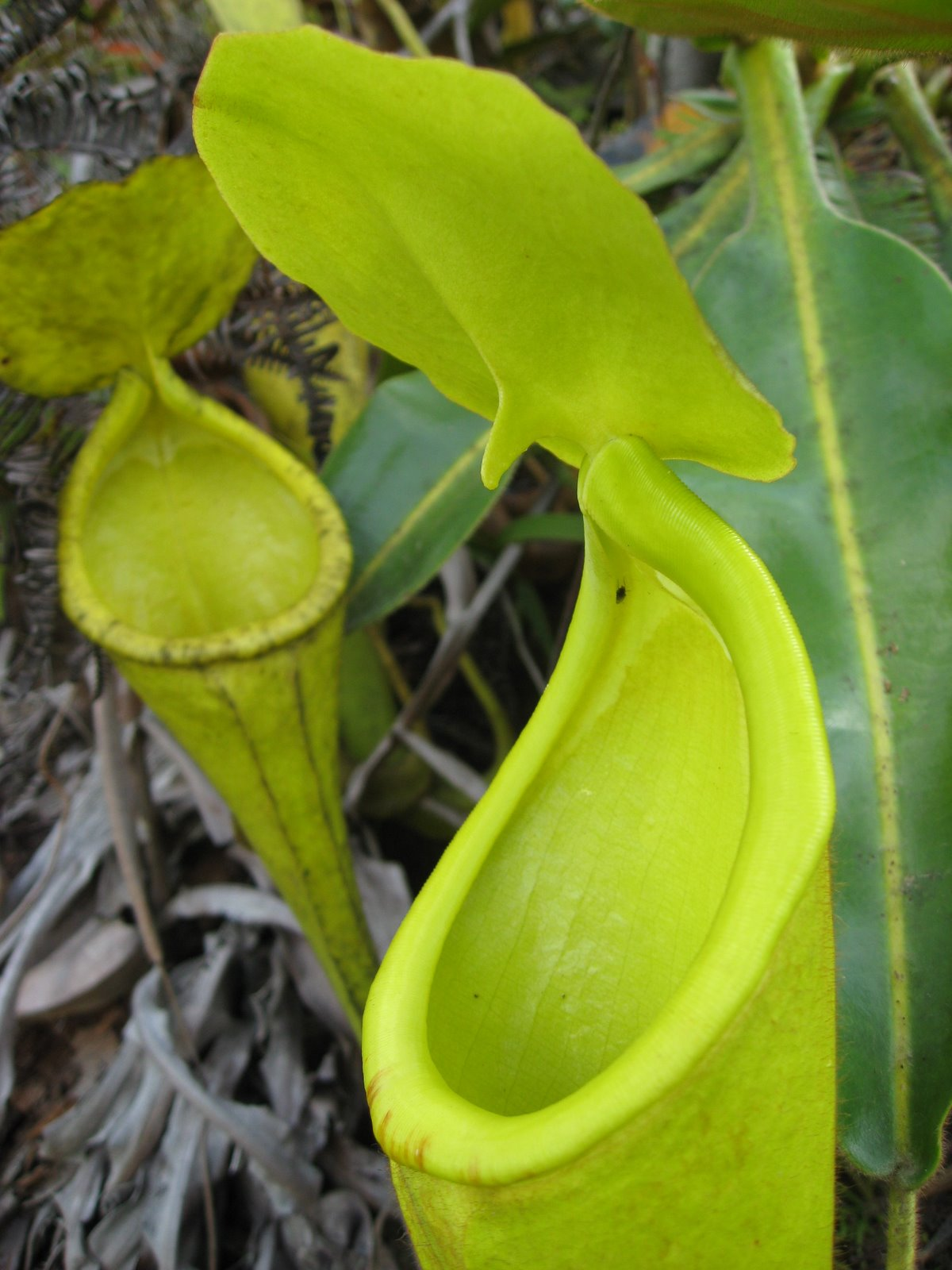
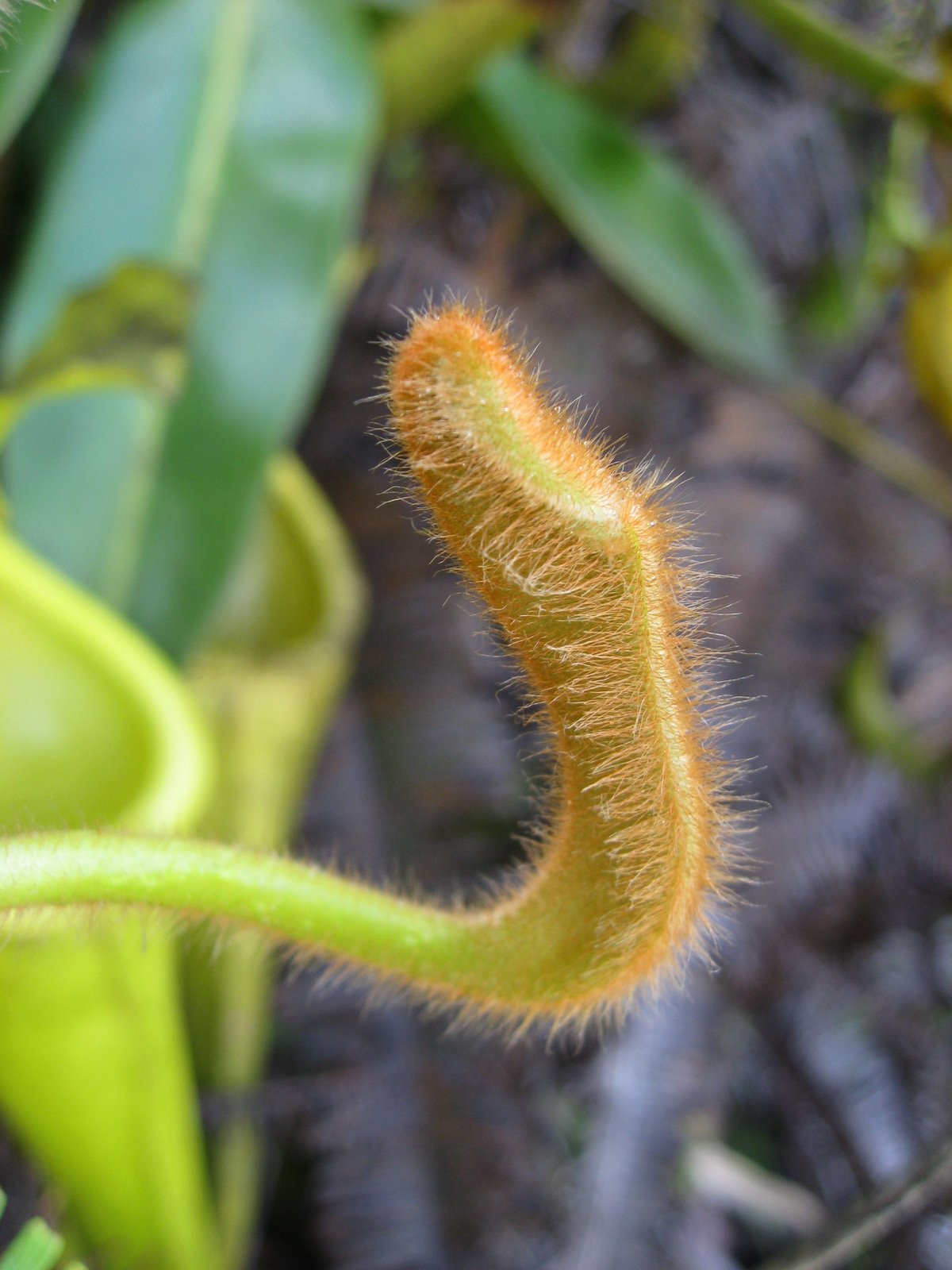
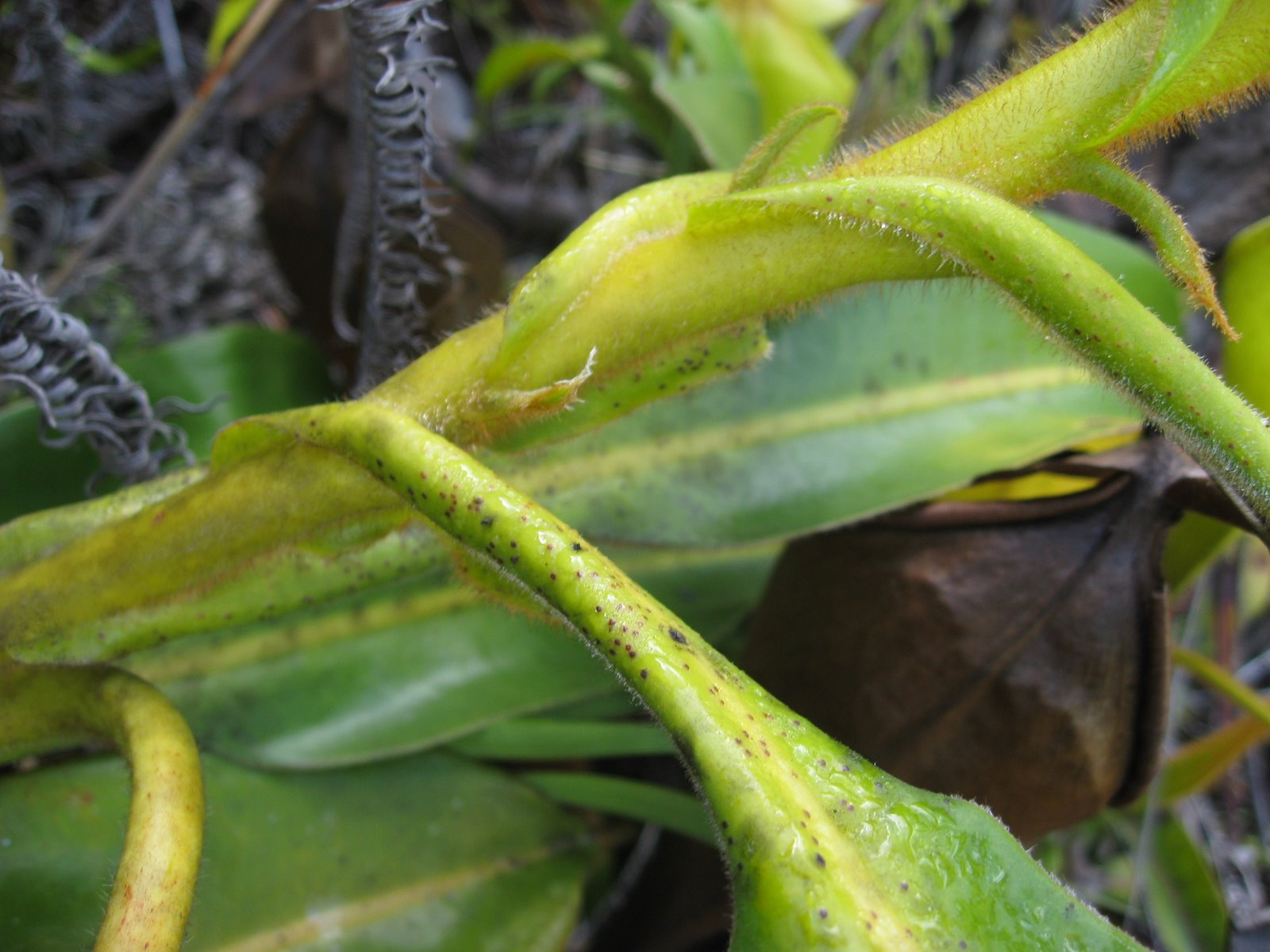
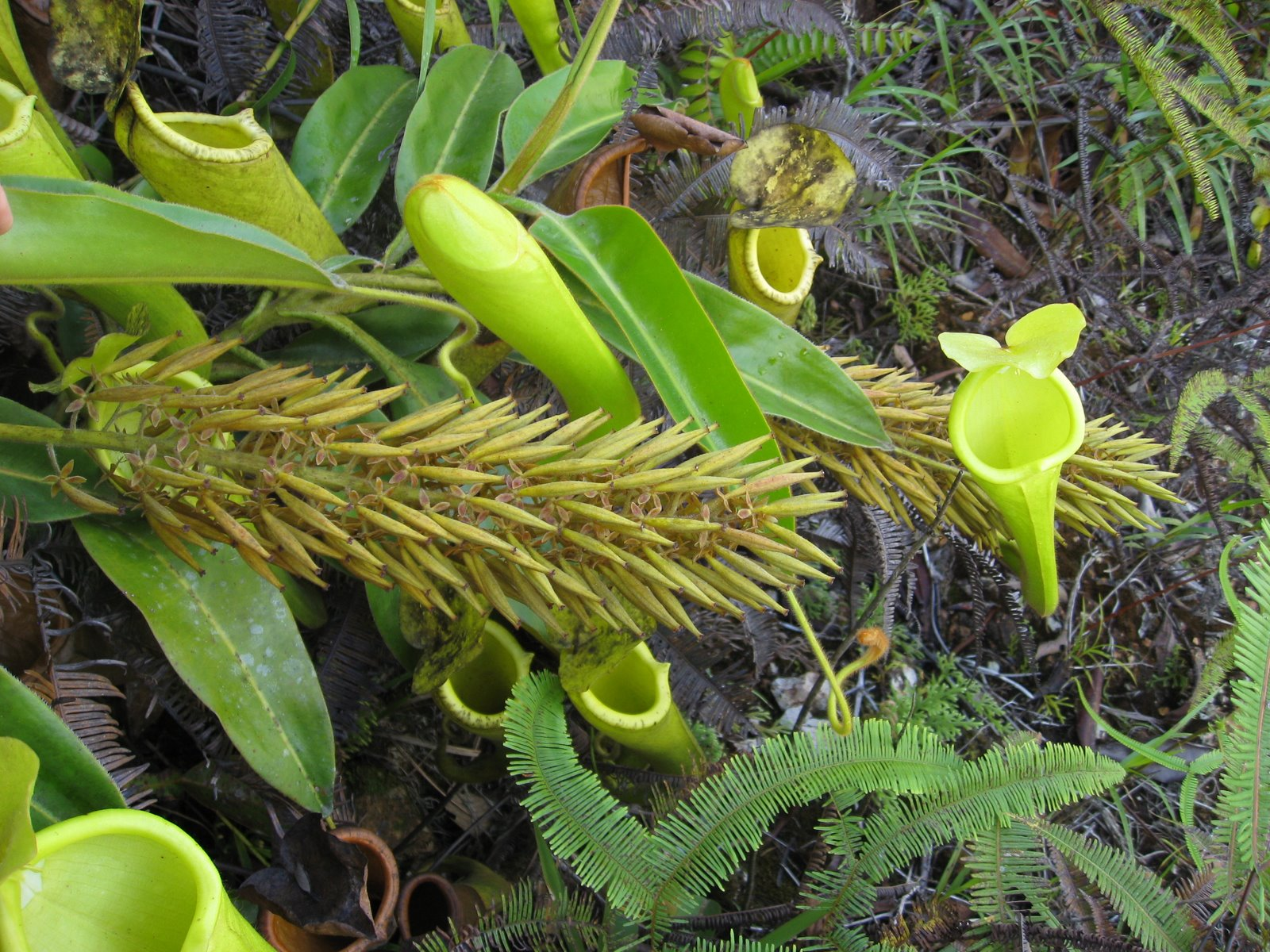